# Vergilgrotte Tiefurt

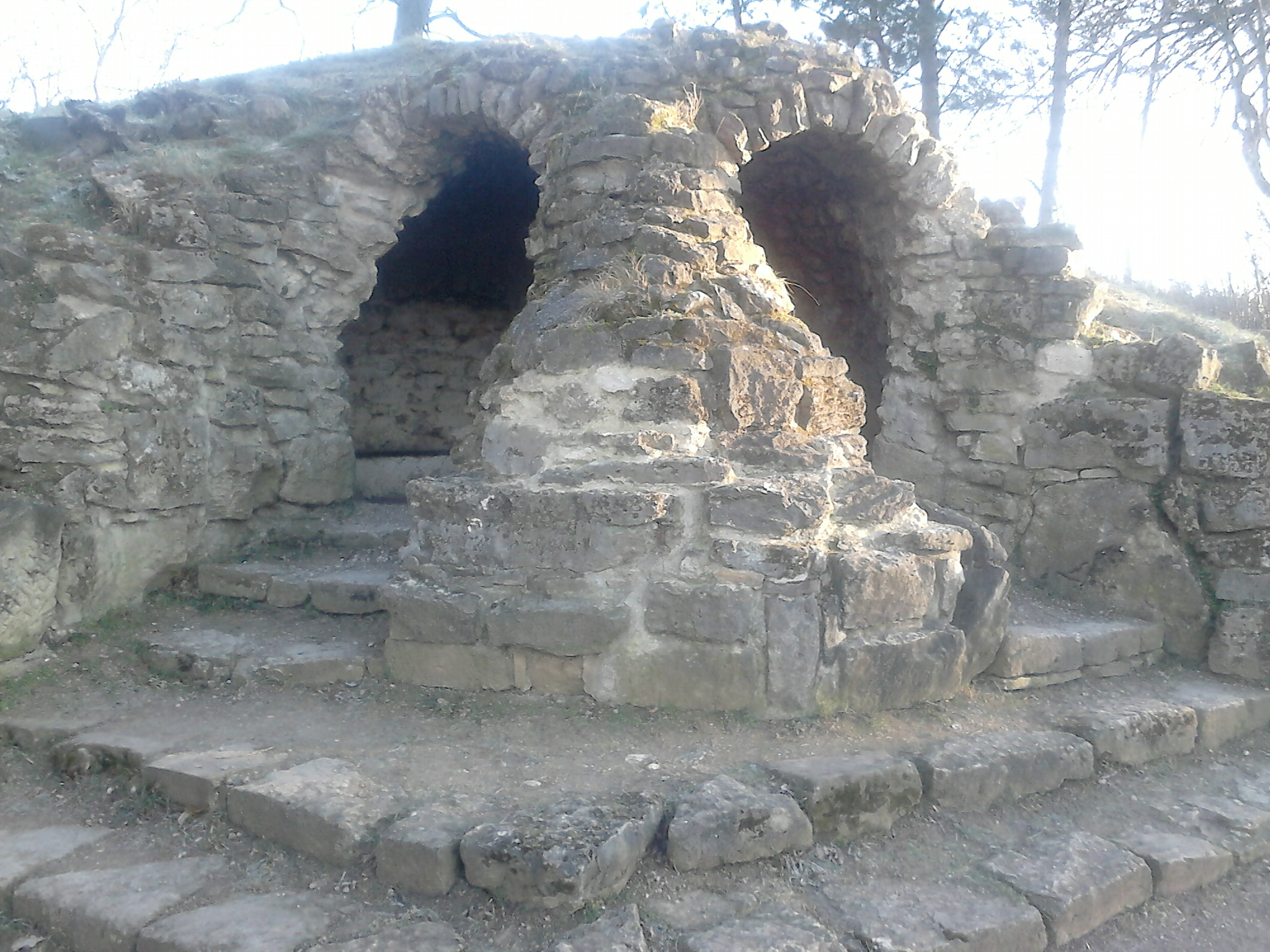
Vergilgrotte im Schlosspark Tiefurt

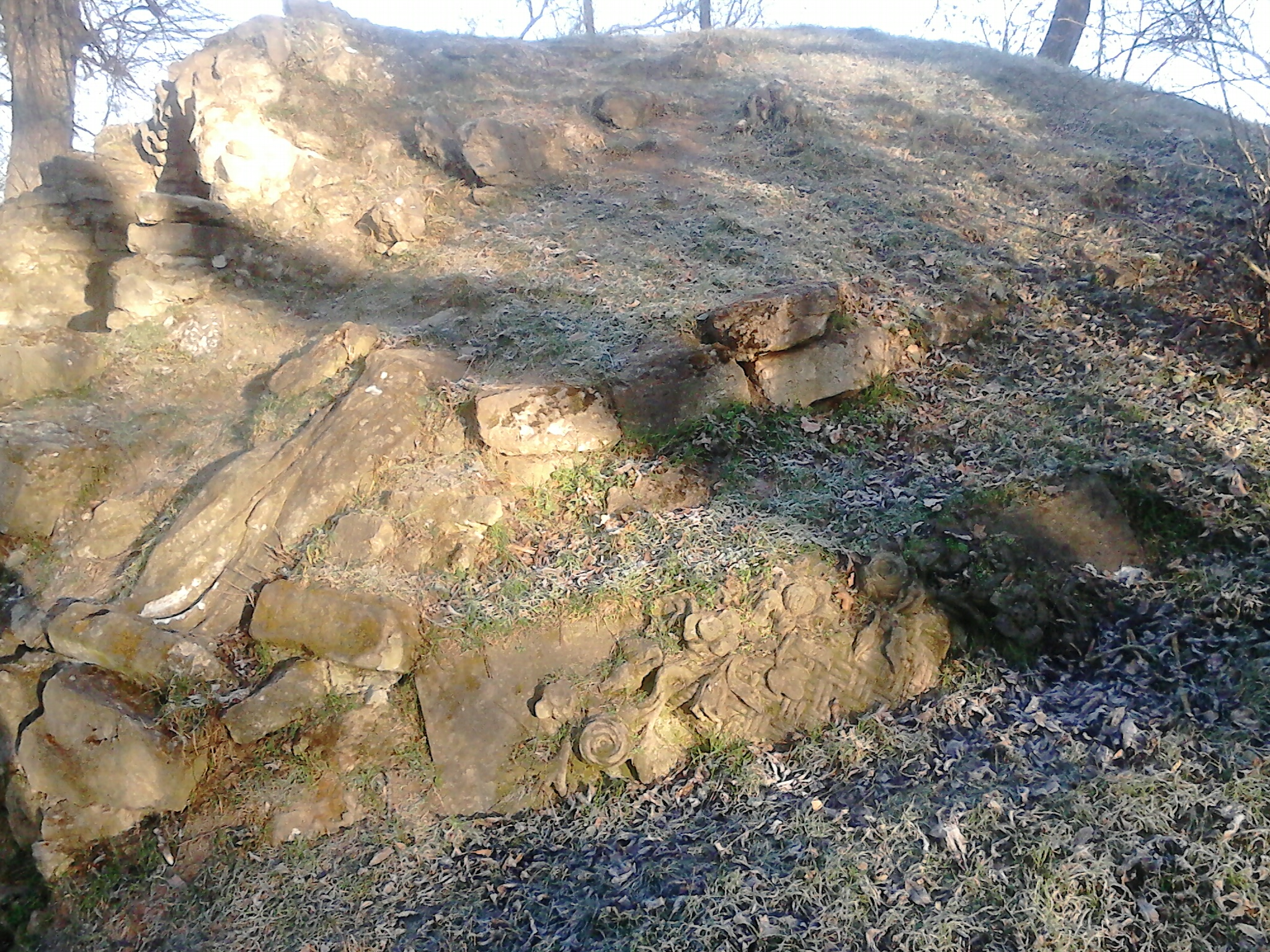
Detail der Aufhäufung der Vergilgrotte Tiefurt

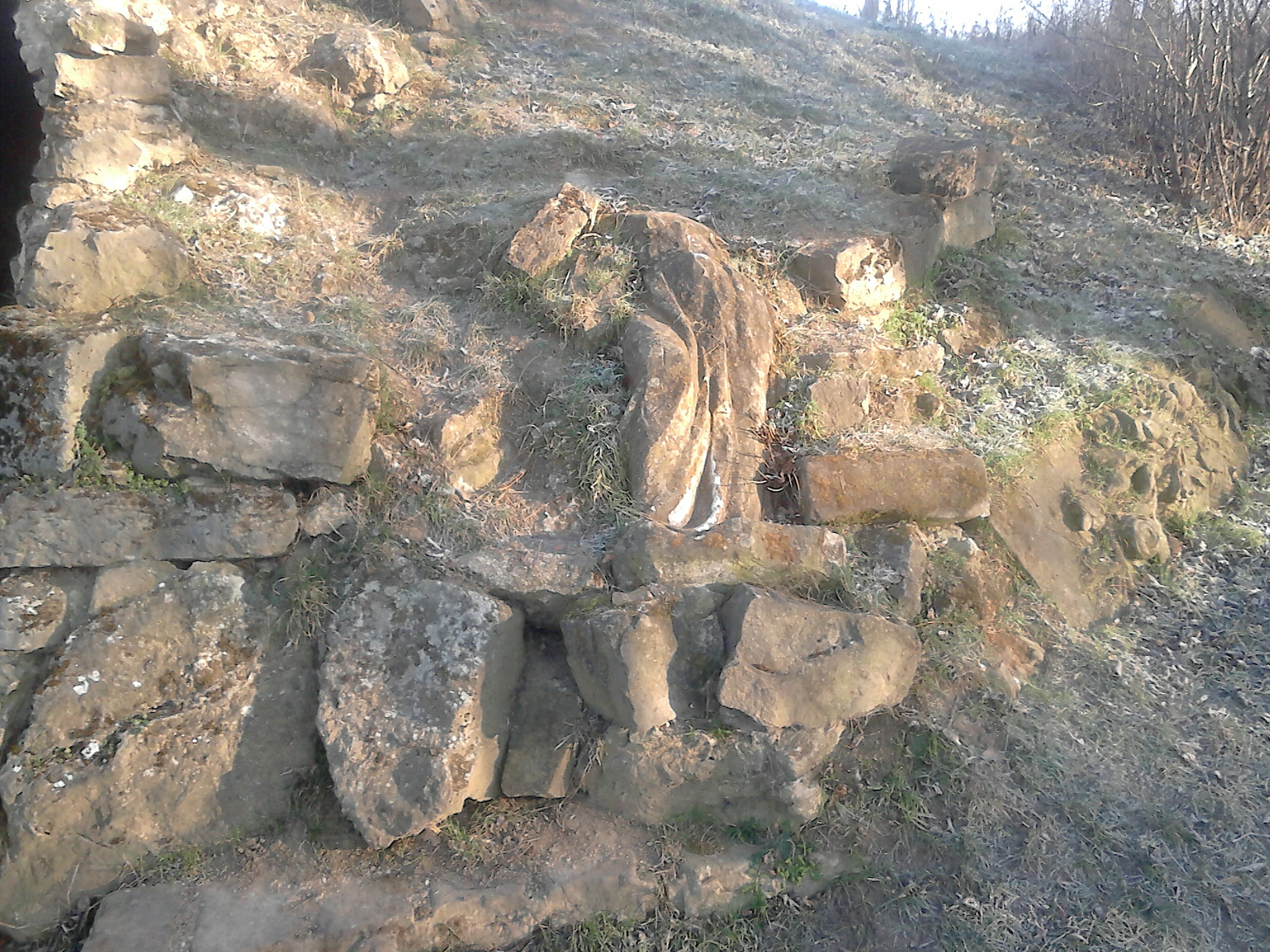
Detail der Aufhäufung der Vergilgrotte mit einem Torso einer antikisierenden mit Chiton bekleideten weiblichen Statue

Die Vergilgrotte oder auch Felsengrotte ist eine kleine, künstlich angelegte Grotte, die sich im östlichen Parkgelände von Schloss Tiefurt bei Weimar in Thüringen befindet.

## Beschreibung
Sie gehört zu einer Gruppe von Statuen und anderen Objekten, die ihren Platz im sogenannten Lohholz fanden. Das Lohholz ist eine bewaldete, dem Schloss gegenüberliegende Steilhanglage über der Ilm, nicht aber identisch mit dem Naturschutzgebiet Lohholz. Die Vergilgrotte wurde 1776 zu Ehren des römischen Dichters Vergil errichtet und ist über den Hauptweg zu erreichen, sie befindet sich im obersten Teil der Anlage. Hinter ihr in westlicher bzw. nordwestlicher Richtung beginnt bereits Kromsdorf.
Es ist ein Ausdruck damaliger Antikenbegeisterung, die an den Höfen Europas vorherrschte, ohne welche die Anlage dieses Parkelementes in Tiefurt kaum denkbar ist. Das Bauwerk wurde durch Karl Ludwig von Knebel angelegt, dessen Berater bei der Wegegestaltung Adam Friedrich Oeser war. In der Tat sollte eine Assoziation mit dem Grab im Parkhügel des  Posillipo in Neapel entstehen. Es gehört zu Anna Amalias Irrwegen. Dazu muss man die Ilm über die Schafsbrücke überqueren. Im Unterschied zur Sphinxgrotte an der Leutraquelle im Park an der Ilm, wurde hier auf statuarische oder ornamentale Gestaltungselemente weitgehend verzichtet, obwohl ursprünglich Anna Amalia eine Inschrift des Dichters wünschte. Die Grotte hat zwei Zugänge, welche mit Rundbögen gemauert sind, und über kleine Treppen ins Innere führen. Die Grotte wurde aus Kalkstein errichtet. Eine Sitzgelegenheit ist darin vorhanden. Heute ist die Sitzbank mit der Sitzfläche aus Holz auf Steinstützen, während sie früher wohl gänzlich aus Stein war. Zudem war auch ein Steintisch in der Grotte gewesen. Diese Anlage und der Bezug auf Vergil sollte an die Vergänglichkeit des Lebens erinnern. Möglicherweise um das zu unterstreichen sind in der Aufhäufung von Steinen um die Grotte auch Reste von einem Torso einer weiblichen Statue nach antikem Vorbild bekleidet im Chiton bzw. anderer architektonischer Ornamentteile mit Blütenmuster zu finden.